# St Mary’s Church (Sandwich)
Koordinaten: 51° 16′ 37,9″ N, 1° 20′ 19,3″ O

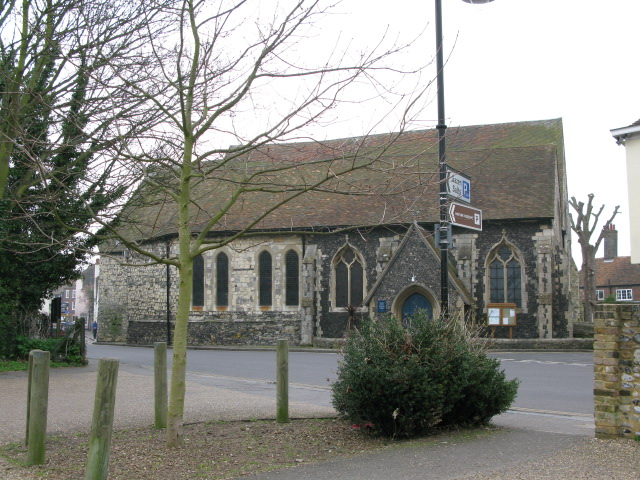
St Mary’s Church, Sandwich, von Norden

St Mary’s Church ist ein redundantes Kirchengebäude der anglikanischen Kirche in der Stadt Sandwich in der Grafschaft Kent, England. Das Bauwerk wurde seit 19. Mai 1950 von English Heritage im Grade I auf der Statutory List of Buildings of Special Architectural or Historic Interest geführt; das Bauwerk wird vom Churches Conservation Trust unterhalten. Das Bauwerk steht in der Strand Street am nördlichen Ende der Stadt.

## Geschichte
St Mary’s steht an der Stelle eines von Domneva 664–673 begründeten Konvents. Dieser wurde von den Dänen zerstört und durch Emma von der Normandie, der Frau von Knut dem Großen, wiedererrichtet. Nach der normannischen Eroberung Englands wurde die Kirche noch einmal wiederaufgebaut. Zu jener Zeit bestand sie aus dem Hauptschiff mit Seitenschiffen an Nord- und Südseite, dem Altarraum, einem zentralen Kirchturm und möglicherweise Querschiffen. Um das Jahr 1200 wurde der Altarraum neugebaut. Das Kirchengebäude wurde 1217 und nochmals 1457 durch die Franzosen sowie 1578 durch ein Erdbeben beschädigt. Der zentrale Kirchturm stürzte 1667 ein, wodurch die Arkade zerstört wurde. Das Langhaus wurde erneut aufgebaut, das breite Dach bedeckte Kirchenschiff und das Seitenschiff an der Südseite. Ein Glockenturm wurde 1714 über dem Eingang errichtet und in der Mitte des 18. Jahrhunderts wurden Galerien hinzugefügt. Von 1869 bis 1874 wurde das Bauwerk durch Joseph Clarke erneuert.

## Architektur
Die Kirche ist aus verschiedenen Baumaterialien zusammengefügt, vor allem Feuerstein und Stein. Das Dach ist mit Ziegeln gedeckt. Der Grundriss besteht aus einem breiten Langhaus mit einem Gang an der Nordseite sowie Portalen an Nord- und Südseite und dem Altarraum. Der südliche Eingangs hat die Form eines Turmes, mit unterem Turmgeschoß aus Feuerstein, das obere Stockwerk ist mit Backsteinen gemauert. Darüber befindet sich ein kleiner verschindelter Glockenturm mit einem pyramidischen Dach.
Das nördliche Seitenschiff ist vom Kirchenschiff durch eine aus Holz konstruierte Arkade getrennt, die errichtet wurde, als die ursprüngliche Arkade durch den einstürzenden Kirchturm zerstört war. Die mehreckigen Holzpfosten stehen auf den Basissteinen der früheren Arkade. Das achteckige Taufbecken wurde 1662 gefertigt und seine Schüssel ist mit Vierpassen verziert. Die Kanzel aus dem 18. Jahrhundert ist polygonal und steht auf einer Basis aus dem 19. Jahrhundert. Das Altarstück ist groß und besteht aus einem gebrochenen Ziergiebel auf kannelierten Pilastern. Es wurde 1756 installiert und beinhaltete früher die Tafeln mit den Zehn Geboten und dem Glaubensbekenntnis, die nun an der nördlichen Wand hängen. Ebenfalls an der Wand der Kirche befinden sich die Royal Arms von Charles II. aus dem Jahr 1660. Im Seitenschiff wurde 1956 das aus dem 18. Jahrhundert stammende Kirchengestühl aufgestellt, das man aus Gopsall Hall nach Sandwich brachte. Der Altar des Seitenschiffes stand früher in St Mildred’s Church in Canterbury, der Hauptaltar stammt aus dem Jahr 1956. Mittelalterlich sind einige Nischen, eine Sakramentsnische und die Bodenfließen. In der nördlichen Mauer ist eine im 14. Jahrhundert entstandene Grabnische eingelassen. Zu den Monumenten gehören eine 1606 entstandene Wandtafel und eine 1808 datierte Wandskulptur von Richard Westmacott. Die Buntglasfenster wurden im 19. und 20. Jahrhundert gefertigt, darunter im 19. Jahrhundert durch Ward and Hughes sowie 1933 im nördlichen Seitenschiff durch Morris & Co.
Die Umgrenzungsmauern des Kirchhofes wurden als Bauwerk im Grade II gelistet. Die Mauer auf der südlichen Seite sind aus Stein und Feuerstein gemauert und entstand in viktorianischer Zeit. Die Mauern an den drei weiteren Seiten entstanden im Mittelalter und im 17. Jahrhundert und bestehen aus Stein, Feuerstein und Backstein.

## Gegenwart
1948 wurde das Kirchspiel von St Mary’s mit zwei anderen Kirchspielen zusammengelegt und die Kirche wurde nicht weiter genutzt. Man plante 1956 ihren Abriss, renovierte dann jedoch das Gebäude und übertrug es schließlich 1985 an den Churches Conservation Trust. Der Sandwich St. Mary’s Community Trust wurde 1997 als gemeinnützige Organisation registriert und beteiligt sich mit den Friends of St. Mary’s an der Verwaltung des Anwesens, der Erhaltung der Anlagen und der Organisation von Veranstaltungen.  Das Bauwerk wird für Hochzeiten, Konzerte, Ausstellungen und andere Veranstaltungen verwendet und ist auch unter dem Namen St. Mary’s Arts Centre bekannt. Die Kirche ist immer noch konsekriert und von Zeit zu Zeit werden Gottesdienste abgehalten.

## Belege
1. 1 2 3 4 5 6  St Mary's Church, Sandwich. In: Heritage Gateway website. Heritage Gateway (English Heritage, Institute of Historic Building Conservation and ALGAO:England), 2006, abgerufen am 26. März 2011.
2. 1 2  St Mary's Church, Sandwich, Kent. Churches Conservation Trust, abgerufen am 16. April 2011 (englisch).
3. 1 2 3  St. Mary's Church. Sandwich History Society, abgerufen am 16. April 2011.
4. ↑  St Mary’s churchyard boundary walling, Sandwich. In: Heritage Gateway website. Heritage Gateway (English Heritage, Institute of Historic Building Conservation and ALGAO:England), 2006, abgerufen am 16. April 2011 (englisch).
5. ↑  Sandwich St. Mary’s Community Trust & The Churches Conservation Trust. Sandwich St. Mary’s Community Trust, archiviert vom Original am 25. September 2011; abgerufen am 16. April 2011 (englisch).  Info: Der Archivlink wurde automatisch eingesetzt und noch nicht geprüft. Bitte prüfe Original- und Archivlink gemäß Anleitung und entferne dann diesen Hinweis.
6. ↑  St. Mary’s Venue. Sandwich St. Mary’s Community Trust, abgerufen am 16. April 2011 (englisch).